# Космічна війна в науковій фантастиці
Космічна війна є головною темою та центральним місцем дії наукової фантастики, коріння якої сягає класичних часів і романів про «майбутню війну» ХІХ століття. У сучасну епоху, безпосередньо з такими франшизами, як «Зоряні війни» та «Зоряний шлях», вважається одним із найпопулярніших загальних піджанрів і тем наукової фантастики. Міжпланетна, а частіше міжзоряна чи міжгалактична війна стала основним сюжетним прийомом. Космічна війна, представлена в науковій фантастиці, відіграє домінуючу роль, вона є центральною темою і в той же час вважається материнським, перекриваючим жанром космічної опери, військової наукової фантастики та космічного вестерну.

## Технології

### Зброя
Зазвичай у космічній війні використовуються не кулі, а лазери. У 1939 році Віллі Лей заявив, що в реальній космічній битві кулі будуть більш ефективною зброєю.

### Знищення планет і зірок
Знищення планет і зірок було часто використовуваним аспектом міжзоряної війни з часів серії Ленсмана. Було підраховано, що для подолання сили тяжіння, яка утримує планету розміром із Землю, знадобиться сила порядку 1032 джоулів енергії, або приблизно загальна потужність Сонця за тиждень. Знищення Альдераана в «Зоряних війнах: Епізод IV — Нова надія», за оцінками, потребує 1,0×1038 джоулів енергії, що в мільйони разів більше, ніж було б необхідно, щоб розбити планету на частини меншою швидкістю.

### Морські впливи
Вигадана космічна війна має тенденцію запозичувати елементи з морської війни, часто називаючи космічні сили космічними флотами або просто флотами. Серія романів Девіда Вебера Почесна грамота описує кілька таких космічних флотів, як-от Королівський флот Мантикори, які імітують теми військово-морських війн наполеонівської доби. Зоряний флот Федерації (Зоряний шлях), Імперський флот (Зоряні війни), Військово-морський флот системного альянсу (Mass Effect), UNSC (Halo) і Earthforce (Вавилон 5) також використовують структуру рангів та ієрархію у військово-морському стилі. Перший базується на ВМС Сполучених Штатів і Королівському флоті. Космічне командування ООН у Halo повністю повторює всі звання Збройних сил Сполучених Штатів, навіть систему оплати праці. Щоб показати, як зібрані кораблі та їх призначення, іноді служать маркером військово-морські кораблі класу, такі як фрегат або есмінець.
Деякі вигадані всесвіти мають різні реалізації. Колоніальний флот у Зоряний крейсер «Галактика» використовує звання армії та флоту, а у всесвіті Зоряної брами є військові космічні кораблі під контролем сучасних військово-повітряних сил і використовують звання військово-повітряних сил. У всесвіті Halo замість вигаданих звань використовуються багато звань сучасних Збройних сил Сполучених Штатів. У всесвіті Андромеди офіцери кораблів Співдружності систем дотримуються військово-морського рангу, але улани (солдати, аналогічні морським піхотинцям) використовують армійські звання.

## Розвиток жанру
У своїй сатирі II століття «Справжня історія» Лукіан із Самосати зображує імперську війну між царем Сонця та королем Місяця за право колонізувати Ранкову Зірку. Це найперший відомий твір художньої літератури, в якому розглядається ця концепція.
Першою історією про «майбутню війну» була «Битва біля Доркінгу» Джорджа Т. Чесні, історія про поразку британців після німецького вторгнення до Британії, опублікована в 1871 році в Blackwood's Magazine. Багато таких оповідань було написано ще до початку Першої світової війни. У фільмі Джорджа Ґріффіта «Чнгол революції» (1892) зображені самозвані «терористи», озброєні неіснуючою на той час зброєю та бронею, як-от дирижаблі, підводні човни та фугаси. Включення ще неіснуючих технологій стало стандартною частиною жанру. Останнім оповіданням Ґріффіта про «майбутню війну» був «Володар праці», написаний у 1906 році та опублікований у 1911 році, який включав такі технології, як дезінтеграційні промені та ракети.
Роман Герберта Веллса «Війна світів» надихнув багатьох інших письменників на написання історій про вторгнення інопланетян і війни між Землею та іншими планетами, а також спонукав авторів фантастики «війни майбутнього» використовувати ширші сюжети, ніж це було доступно для «натуралістичної» фантастики. Декілька інших оповідань Веллса про «майбутню війну» включали роман про атомну війну «Визволений світ» (1914) і «Земля броненосців», в якому містився пророчий опис танка, хоча й неймовірно великого масштабу.
Більш пізні зображення космічної війни відійшли від джингоїзму наукової фантастики 1930-х і 1940-х років. «Нескінченна війна» Джо Голдемана була частково відповіддю або спростуванням «Зоряного десанта» Роберта Гайнлайна, де космічна війна включала ефект затримки часу та призвела до відчуження героїв від людської цивілізації, від імені якої вони билися. Обидва романи в минулому були обов'язковими для читання у Військовій академії Сполучених Штатів.
Письменники-фантасти з кінця Другої світової війни досліджували мораль і наслідки космічної війни. Разом із «Зоряним десантником» Гайнлайна є «Війна проти панування» Альфреда ван Вогта (1959) і «Арена» (1944) Фредріка Брауна. Їм протистоять «Перший контакт» (1945) Маррі Лейнстера, «Ворог мій» Баррі Лонг'їра, «Щасливий удар» Кіма Стенлі Робінсона, «Радіус Шварцшильда» Конні Вілліса та «Загарбники» Джона Кессела.[прояснити] У «Грі Ендера» Орсона Скотта Карда головний герой веде війну віддалено, не усвідомлюючи, що він це робить.
Кілька письменників у 1980-х роках були звинувачені в написанні художньої літератури в рамках пропагандистської кампанії на користь Стратегічної оборонної ініціативи. Як приклад наведено роман Бена Бови «Каперники» 1985 року.

## Означення за протиставленням

### Космічна опера
Сучасна форма космічної війни в науковій фантастиці, в якій мобільні космічні кораблі борються між планетами та одна з одною за допомогою руйнівної суперзброї, з'явилася з появою космічної опери. Газетна серія Гаррета П. Сервіса 1898 року «Завоювання Едісоном Марса» був натхненний Веллсом і задуманий як продовження «Бійців з Марса», несанкціонованої та сильно зміненої версії Едісонади «Війни світів», у якій людська раса, очолювана Томасом Едісоном, переслідує марсіан-загарбників на їхній рідній планеті. Девід Прінґл вважає історію Сервіса першою космічною оперою, хоча першою космічною оперою найбільше вважають твір Едварда Елмера Сміта «Космічний жайворонок». Він і три його наступні романи є прикладом сучасної форми космічної війни в науковій фантастиці, оскільки гігантські космічні кораблі використовують великі променеві гармати, які посилають заряди енергії в космос, щоб розбити планети у війні між людьми та інопланетними видами.
Романи Девіда Вебера «Всесвіт честі» представляють погляд на космічну війну, який просто переносить у космос морську війну Гораціо Нельсона та Гораціо Горнблавера. Бойова тактика космічного флоту у всесвіті Honorverse дуже схожа на тактику Нельсона, лише додавши третій вимір.

### Військова фантастика
Кілька підрозділів військової наукової фантастики перетинаються з космічною оперою, зосереджуючись на масштабних космічних битвах із застосуванням футуристичної зброї. З одного боку, цей жанр використовується для фантазій про майбутні війни, пов'язані з космічними подорожами, або про наслідки такої війни для людей; з іншого боку, він полягає у використанні військово-фантастичних сюжетів з деякими поверхневими науково-фантастичними атрибутами. Термін «військова космічна опера» час від часу використовується для позначення цього піджанру, як, наприклад, використала критик Сільвія Келсо, описуючи «Сагу про Форкосігана» Лоїса Макмастера Буджолда. Іншими прикладами військової космічної опери є франшиза Зоряний крейсер «Галактика» та роман Роберта Гайнлайна «Зоряний десант» 1959 року. Ключова відмінність військової наукової фантастики від космічної опери полягає в тому, що головними героями космічної опери є не військовослужбовці, а цивільні чи воєнізовані особи. Військова наукова фантастика також не обов'язково включає космічний простір або багатопланетну обстановку, як космічна опера.

### Космічний вестерн
Вестерни вплинули на ранні науково-фантастичні Pulp-журнали. Письменники надсилали оповідання в обох жанрах, а науково-фантастичні журнали іноді імітували західні обкладинки, щоб продемонструвати паралелі. У 1930-х роках Кетрін Люсіль Мур створив одного з перших героїв космічного вестерну, Нозернвест Сміта. Бак Роджерс і Флеш Гордон також мали ранній вплив. Після того як популярність коміксів про супергероїв у Сполучених Штатах 1940-х років впала, на зміну їм прийшли вестерн-комікси та комікси жахів. Коли в середині 1950-х комікси жахів стали неприйнятними для Comics Code Authority, науково-фантастичні теми та космічні вестерни стали популярнішими.:10 До середини 1960-х років класичні вестерни втратили прихильність, їх витіснили ревізіоністські вестерни. Науково-фантастичні серіали, такі як «Загублені в космосі» та «Зоряний шлях», відкрили новий рубіж, який потрібно досліджувати, а фільми на кшталт «Дикий Захід» омолодили вестерни, доповнивши їх темами наукової фантастики. Пітер Гаямс, директор Outland, сказав, що керівники студій у 1980-х роках не бажали фінансувати вестерн, тому замість цього він зробив космічний вестерн. Космічні опери, такі як серія фільмів «Зоряні війни», також взяли сильні приклади з вестернів; Боба Фетт, Хан Соло та кантина Моса Айслі, зокрема, базувалися на темах вестерну. Ці науково-фантастичні фільми та телевізійні серіали пропонували теми та мораль, які раніше робили вестерни.

## Подальше читання
- Robert W. Bly (2005). Atomic warfare. The Science In Science Fiction: 83 SF Predictions That Became Scientific Reality. BenBella Books, Inc. ISBN 1-932100-48-2.
- George Edgar Slusser and Eric S. Rabkin (1993). Fights of fancy: armed conflict in science fiction and fantasy. University of Georgia. ISBN 0-8203-1533-8.
- Martha Bartter (1999). Young Adults, Science Fiction, and War. У Charles Wm. Sullivan (ред.). Young Adult Science Fiction. Greenwood Press. с. 119–130. ISBN 0-313-28940-9.
- Paul Lucas (2005). Hunters in the Great Dark, Part 1: A Hard-Science Look at Deep-Space Warfare. Strange Horizons. Процитовано 31 січня 2007.
- Paul Lucas (2005). Hunters in the Great Dark, Part 2: The Weapons of Deep-Space Warfare. Strange Horizons. Процитовано 31 січня 2007.